# Angst (film 2000)
Angst – australijska czarna komedia w reżyserii Daniela Nettheima. Premiera filmu miała miejsce 31 sierpnia 2000.

## Obsada
- Sam Lewis – Dean
- Jessica Napier – Jade
- Justin Smith – Ian
- Abi Tucker – May
- Luke Lennox – Mole
- Lara Cox – Heather
- Emmanuel Marshall – Simon
- Johnathan Devoy – Logan
- Paul Zebrowski – Steve